# Wielowieś
Wielowieś è un comune rurale polacco del distretto di Gliwice, nel voivodato della Slesia.
Ricopre una superficie di 116,59 km² e nel 2004 contava 6 104 abitanti.